# Novák Valentin
Novák Valentin (Budapest, 1969. október 2. –) kortárs magyar költő és író.

## Életpályája
A Fazekas Mihály Gimnáziumban érettségizett, majd az ELTE Tanárképző Főiskolai Karán végzett 1997-ben, magyar nyelv és irodalom szakon. 1995-1999 között a BörtönÚjság riportereként járta az ország börtöneit és fegyintézeteit. 1999-től 2001-ig a Mozgássérültek Állami Intézetében nevelőtanárként tevékenykedett. 2002-től 2007-ig egy általános iskolában dolgozott. 2007-2009-ig az Ability park-ban mentorkodott. 2012-től, hosszú munkanélküli időszak után, egy gyermekotthonban nevelőtanárkodott. 2014-től 2024-ig a VIII. kerületi FIDO Ifjúsági- és Szabadidő Park munkatársa volt. 2011-től a Hungarovox Oktatási Stúdió tanára (kreatív írás, könyvszerkesztés), de 2016-ban tanított a Károli Gáspár Református Egyetem kreatív írás kurzusán is.
A fentiek mellett volt még zenész (Enola Gay, El Nino), segédmunkás, vendéglátós, szórólapozó, vásári árus, korrektor.

## Szépírói munkássága
Publikált a Pest Megyei Hírlapban, a Vasárnapi Hírekben, a Magyar Nemzetben, a Szabad Földben stb.
Számtalan szépirodalmi anyaga jelent meg a legkülönbözőbb folyóiratokban, így Az Irodalom Visszavág, az Árgus, a Dunatükör, az Eső, az Ezredvég, az Életünk, a Hitel, a Kortárs, a Magyar Napló, a Napsziget, a Napút, a Nyugat Ma, a Nyugat Most és a Nyugat Plusz, a Palócföld, a Pannon Tükör, a Parnasszus, a Polísz, a Prae, a Somogy, a Székelyföld, a Tekintet, az Új Forrás, az Új Holnap, a Várad, a Véletlen Balett és a Zempléni Múzsa oldalain.
Internetes közlései olvashatók a Börzsönyi Helikon, az Irodalmi Jelen, az Ambroozia, a Folyó-irat, a Kurázsi, a Spanyolnátha, az itthon.hu, a helyorseg.hu, az ujnautilus.hu, a kultura.hu valamint a pannontukor.hu weboldalán.

## Antológiákban
- A névjegyen II. (szerkesztette: Papp Endre, Magyar Napló – Fókusz Egyesület, Budapest, 2004)
- Ötvenhat író Esztergomról (szerkesztette Onagy Zoltán, Pont Kiadó, Budapest, 2006)
- Mégse légyott (ímél-art antológia, szerkesztette: Vass Tibor, 2005, 2006, 2009, 2010)
- Az év novellái 2007 (szerkesztette Bíró Gergely, Magyar Napló, Budapest, 2007)
- Az esti tűznél találkozunk (A Nagy Lajos Társaság antológiája, Budapest, 2007)
- eger2003@parnasszus.hu (Az egri Parnasszus Műhelytalálkozó antológiája, 2003)
- eger2004@parnasszus.hu (Az egri Parnasszus Műhelytalálkozó antológiája, 2004)
- eger2005@parnasszus.hu (Az egri Parnasszus Műhelytalálkozó antológiája, 2005)
- Mobil kávéház (A Magyar Prózaíró Műhely Egyesület antológiája, szerkesztette Boldogh Dezső, Coldwell Könyvek, Budapest, 2009)
- Hogyöt (Az ötéves Spanyolnátha Művészeti Folyóirat antológiája, Spanyolnátha Könyvek 4., Miskolc, 2010)
- Miskolc KapuCíner (a Spanyolnátha Miskolc-antológiája, Spanyolnátha Könyvek-sorozat 7., szerkesztette Vass Tibor, Miskolc, 2010)
- Bartók+Tíz antológia (jubileumi ímél-art antológia, szerkesztette: Vass Tibor, 2010)
- Budapest Költői, költői Budapest (Antológia Kiadó, szerkesztette: Bozók Ferenc, 2013)
- Kortársalgó (Hét Krajcár Kiadó, szerkesztette: Bozók Ferenc, 2013)
- Magyar radír (Tarandus Kiadó, 2016)[1]
- Ugyanolyan mások – mai magyar írók antológiája (Mentor Könyvek Kiadó, 2017)
- Felemás korlát (Nagy Lajos Társaság, 2017)[2]
- A századelő novellái (Magyar Napló Kiadó, 2017)
- Az év novellái 2021 (szerkesztette Bíró Gergely, Magyar Napló, Budapest, 2021)
- Újnyugat Antológia (szerkesztette: Szabó Zoltán Attila, EREF Nonprofit Bt., 2021)
- Az Országút Antológiája '20-'21 (Magyar Szemle Alapítvány, 2022)
- Az év versei 2023 (szerkesztette: Zsille Gábor, Magyar Napló, Budapest, 2023)
- Az év novellái 2024 (szerkesztette: Bíró Gergely és Toldi Éva, Magyar Napló, Budapest, 2024)
- Az év versei 2024 (szerkesztette: Zsille Gábor, Magyar Napló, Budapest, 2024)
- PENdrive antológia (szerkesztette: Turczi István, Magyar PEN Club, 2024))
- Az év versei 2025 (szerkesztette: Zsille Gábor, Magyar Napló, Budapest, 2025)

## Műveiből
- No! Jé! Avagy egy mai, magyar merény [kisregény], Új Bekezdés, Miskolc, 1994
- Roskadás [versek], Seneca, Budapest, 1997
- Zsír Balázs [pikareszk regény Gángoly Attilával, Hungarovox Kiadó, Budapest, 2001
- Japánkert [versek], Parnasszus könyvek, Új Vizeken sorozat, Budapest, 2002
- Magyar rulett [novellák], Széphalom Könyvműhely, Budapest, 2006
- Csípes M@tyi [vígeposz], Z-füzetek, 2006
- Biztos fogyás [állatmesék], PONT Kiadó, Budapest, 2008
- Ecettel savanyítok (Memento Móni) [novellák], PONT Kiadó, Budapest, 2010
- Zsír Balázs olajra lép [pikareszk regény Gángoly Attilával], Tarandus Kiadó, Győr, 2011
- Páternoszter [vallomásregény, anno Domini MMVII]; Ikerhold–Pont, Budapest, 2012
- Hovavonatozni [versek], Hungarovox Kiadó, Budapest, 2013
- Álomtourbina [Kerékpáros regény]; Hungarovox Kiadó, Budapest, 2016
- A szomszéd dinoszaurusza, avagy Maj Om Ce mester és Pro Li taoista sporthorgász kalandjai [rövidprózák]; Hungarovox Kiadó, Budapest, 2018
- Kirúgottak bálja, avagy Aki a mélységet látta [tragikomédia]; Napút-füzetek 139., Káva Téka, Budapest, 2019
- A látszat szent [prózai írások, e-book]; Hungarovox Kiadó, Budapest, 2020
- A szolnoki csata [novellák]; Hungarovox Kiadó, Budapest, 2021
- Repedés. Fantáziák boldog árnyakról [novellák]; Orpheusz Kiadó, Budapest, 2023
- A remete [regény]; Hungarovox Kiadó, Budapest, 2024

## Társasági tagságok
- [3]Fiatal Írók Szövetsége, senior tag (1998)
- Magyar Írószövetség (2002)
- Magyar Prózaíró Műhely Egyesület (2006)
- 2005-ben megalapította az írókból álló Kelemen kört Archiválva 2010. március 6-i dátummal a Wayback Machine-ben. A kör 2007-ben neoreneszánsz , összművészeti egyesületté alakult, amely 2011-ig az Apacukában tartotta kéthetenkénti, zenés, irodalmi estjeit.
- Magyar Pen Club (2024)

## Díjai
- Fehér Klára irodalmi díj, 2008
- MASZRE alkotói díj, 2009
- NKA alkotói díj, 2012
- NKA alkotói díj, 2017[4]
- NKA alkotói díj, 2023[5]

## Kisebb elismerések, pályázatok
- 1996. A VIII. kerületben kiírt prózapályázat 1. helyezettje a „Nyóc” című novellával.
- 1999. A Napút Napfogyatkozás témában kiírt pályázatának megosztott 2. helyezettje „A napra lehet nézni” című novellával.
- 2004. A Napút Szóolimpia pályázatának 3. helyezettje „Ki tosz mítosz” című írásával.
- 2004. A berlini Kafka folyóirat által kiírt Mit szólna ma Kafka? pályázaton bekerült a tíz legjobb alkotás közé a „Kegyencgyarmaton” című prózája.
- 2006. A Várad irodalmi riport pályázatának 2. helyezettje „A zene igájában” című riportja.
- 2014. A www.irodalmipalyazat.hu Versképek versenyén "díj" című költeménye 3. helyezést ért el.
- 2016. A Kortárs folyóirat novellapályázatán 2. díjat nyert
- 2016. A Kisalföld napilap és Tarandus Kiadó Magyar radír című novellapályázatán 5. helyezést ért el.

## Irodalmi újításai
Kétszerzős pikareszk regényt a Zsír Balázson kívül nem jelentetett meg a magyar irodalomban még senki. Először foglalkozott Magyarországon (publikált formában) a mozgássérültek életének hiteles, szépirodalmi bemutatásával (Ecettel savanyítok [2010], Magyar rulett [2006]). Csípes M@tyi című harmincoldalas vígeposza a Lúdas Matyi hexameteres újragondolása, mely terjedelmében, s méltatói szerint, tartalmában és nyelvezetében is maradandó.

### Nyomtatott irodalom
- FISZ évkönyv 2003. A Fiatal Írók Szövetsége tevékenységéről. Szerk. Bíró Gergely. Bp., Fiatal Írók Szövetsége, 2003
- Kortárs magyar írók 1945-1997. Bibliográfia és fotótár. Szerk. F. Almási Éva. Bp., Enciklopédia Kiadó, 1997, 2000
- MTI ki kicsoda 2009. Kortársaink életrajzi lexikona. Főszerk. Hermann Péter, összeáll., vál. Ambrus Gábor et al. Bp., MTI, 2008
- eger2003@parnasszus.hu. Az egri Parnasszus Műhelytalálkozó antológiája. Szerk. Turczi István. Bp.-Eger, Parnasszus Kiadó-Egri Junior Parnasszus Műhely Egyesület, Tipp-Cult Kft., 2003
- Szepes Erika: Polifónia (Olvassuk együtt! VII.) – esszék, elemzések; Ami biztos a bizonytalanban (Novák Valentin Hovavonatozni című kötetéről); Napkút Kiadó, 2015
- Önlexikon (Kortárs magyar írók önszócikkei); Cédrus Művészeti Alapítvány, 2017
- Megjelent az Önlexikon (magyar nyelven). www.naputonline.hu. (Hozzáférés: 2017. december 28.)

### Online anyagok
- https://novakvalentin.blogspot.com/
- https://novakvalentin.hu/
- Ecettel savanyítok (Memento Móni) blog
- A névjegyen II.
- Roskadás
- Zsír Balázs Archiválva 2016. szeptember 10-i dátummal a Wayback Machine-ben
- Utazás a sorok között (Gángoly Attila honlapja) Archiválva 2011. október 29-i dátummal a Wayback Machine-ben
- Magyar rulett Archiválva 2010. június 6-i dátummal a Wayback Machine-ben
- Csípes M@tyi
- Biztos fogyás[halott link]
- Kelemen Kör Független Művészeti Egyesület Archiválva 2010. március 6-i dátummal a Wayback Machine-ben
- A napra lehet nézni
- Kegyencgyarmaton
- A zene igájában
- Testvérarcok – Novák és Novák Archiválva 2016. szeptember 17-i dátummal a Wayback Machine-ben. Gondola.hu
- Valentin-day Novák Valentinnal Archiválva 2016. augusztus 19-i dátummal a Wayback Machine-ben. Terasz.hu
- Ekler Andrea: Létra az örökléthez: tanulmányok, kritikák